# جيران (بعدان)

تعديل مصدري - تعديل

جيران هي إحدى قرى عزلة بني منصور بمديرية بعدان التابعة لمحافظة إب، بلغ تعداد سكانها 292 نسمة حسب تعداد اليمن لعام 2004.